# 铜锤玉带属
铜锤玉带属（学名：Pratia），又名普拉特草屬，是桔梗科過往一個被子植物的属。原生於亞洲、澳大利亞及紐西蘭，原為半边莲科下一个草本植物的属，共有约35种，现時所有物种，連同Hypsela、同瓣草属（Isotoma）等其他屬一同併歸半边莲属。

## 語源
本属属名Pratia为纪念法国海军M. C. L. Prat-Bernon而命名。

## 物种
本屬過往包括有35個物種，計有：
- Pratia angulata (G.Forst.) Hook.f.：今作Lobelia angulata（英语：Lobelia angulata），原生於新西兰；
- Pratia concolor (R.Br.) Druce：今作Lobelia concolor（英语：Lobelia concolor），原生於澳大利亚的新南威爾士州、昆士蘭州、南澳大利亚州及維多利亞州；
- 铜锤玉带草 Pratia  nummularia：又名紫花玉帶[5]；
- 新西兰半边莲 Pratia pedunculata (R.Br.) Benth.：今作Lobelia pedunculata，為澳大利亞的新南威爾斯州、南澳大利亞州、塔斯曼尼亞州及維多利亞州的原生植物；
- Pratia purpurascens (R.Br.) E.Wimm.：今作Lobelia purpurascens（英语：Lobelia purpurascens），原生於澳大利亞。